# Vallensved Sogn
Vallensved Sogn er et sogn i Næstved Provsti (Roskilde Stift).
I 1800-tallet var Vallensved Sogn et selvstændigt pastorat. Det hørte til Øster Flakkebjerg Herred i Sorø Amt. Vallensved sognekommune blev ved kommunalreformen i 1970 indlemmet i Næstved Kommune.
I Vallensved Sogn ligger Vallensved Kirke.
I sognet findes følgende autoriserede stednavne:
- Eskemose (bebyggelse)
- Jenstrup (bebyggelse, ejerlav)
- Jenstrup Huse (bebyggelse)
- Kulsbjerg (areal)
- Kyse (bebyggelse, ejerlav)
- Kyse Overdrev (bebyggelse)
- Lerbæk Huse (bebyggelse)
- Lille Vallensved (bebyggelse)
- Lund (bebyggelse, ejerlav)
- Overdrevshuse (bebyggelse)
- Saltø By (bebyggelse, ejerlav)
- Skåren (bebyggelse)
- Stubberup (bebyggelse, ejerlav)
- Vallensved (bebyggelse, ejerlav)
- Øllerup (bebyggelse, ejerlav)